# Спасівка (Феодосійський район)
Спа́сівка (крим. Spasivka) — село Феодосійського району Автономної Республіки Крим. Розташоване в центрі району.

## Опис
Відстань від райцентру до населеного пункта становить 25 кілометрів по прямій.
За даними сільради на 2009 рік село займало площу 73 гектари на якій у 49 дворах проживало 89 осіб.

## Історія
Вперше в доступних джерелах село Спасівка (або Шеїх-Мамай) згадується у «Списку населених пунктів Кримської АРСР за Всесоюзним переписом 17 грудня 1926 року». Згідно з цим документом, село, що входило до складу Шеїх-Мамайської сільради Феодосійського району, налічувало 23 двори (усі селянські) та 107 мешканців, серед яких було 104 росіян, 2 українці та 1 грек.
Після Німецько-радянської війни, 12 серпня 1944 року було прийнято постанову № ДКО-6372с «Про переселення колгоспників до районів Криму», і у вересні того ж року до району прибули перші переселенці з Курської, Тамбовської та Ростовської областей Росії. На початку 1950-х років відбулася друга хвиля переселення. З 1954 року основним джерелом поповнення населення стали різні області України.
За даними перепису 1989 року у селі проживало 124 особи.